# Finanzministerium (Indien)
Das Indische Finanzministerium ist ein wichtiges Ministerium innerhalb der indischen Regierung. Es beschäftigt sich unter anderem mit Steuerangelegenheiten und dem sogenannten „Union Budget“ (dem jährlichen Budget der indischen Regierung).
Seit der Vereidigung des Kabinetts Modi I 2014 ist Arun Jaitley Finanzminister.